# Luis Jerez Silva
Luis Jerez Silva (La Plata, Buenos Aires, Argentina; 20 de febrero de 1989) es un futbolista argentino que juega como mediocampista o como lateral derecho en el Atlético Madrid de la Liga Santander de España.

## Clubes

### Estadísticas
| Club                                     | Temporada           | Div.                | Liga | Liga | Copas Nacionales * | Copas Nacionales * | Copas Internacionales | Copas Internacionales | Otro *** | Otro *** | Total | Total |
| Club                                     | Temporada           | Div.                | PJ   | G    | PJ                 | G                  | PJ                    | G                     | PJ       | G        | PJ    | G     |
| ---------------------------------------- | ------------------- | ------------------- | ---- | ---- | ------------------ | ------------------ | --------------------- | --------------------- | -------- | -------- | ----- | ----- |
| Defensa y Justicia Argentina             |                     |                     |      |      |                    |                    |                       |                       |          |          |       |       |
| 2009/10                                  | 2.ª                 | 19                  | 2    | -    | -                  | -                  | -                     | -                     | -        | 19       | 3     |       |
| 2010/11                                  | 2.ª                 | 21                  | 1    | -    | -                  | -                  | -                     | -                     | -        | 21       | 1     |       |
| 2011/12                                  | 2.ª                 | 33                  | 0    | -    | -                  | -                  | -                     | -                     | -        | 33       | 0     |       |
| Total                                    | Total               | 73                  | 3    | -    | -                  | -                  | -                     | -                     | -        | 73       | 3     |       |
| Godoy Cruz Argentina                     |                     |                     |      |      |                    |                    |                       |                       |          |          |       |       |
| 2012/13                                  | 1.ª                 | 2                   | 0    | 3    | 0                  | -                  | -                     | -                     | -        | 5        | 0     |       |
| 2013/14                                  | 1.ª                 | 12                  | 0    | 1    | 0                  | -                  | -                     | -                     | -        | 13       | 0     |       |
| 2014                                     | 1.ª                 | 9                   | 1    | 0    | 0                  | 2                  | 0                     | -                     | -        | 11       | 1     |       |
| 2015                                     | 1.ª                 | 15                  | 0    | 0    | 0                  | 0                  | 0                     | -                     | -        | 15       | 0     |       |
| Total                                    | Total               | 38                  | 1    | 4    | 0                  | 2                  | 0                     | -                     | -        | 44       | 1     |       |
| Talleres de Córdoba (Préstamo) Argentina |                     |                     |      |      |                    |                    |                       |                       |          |          |       |       |
| 2016                                     | 2.ª                 | 20                  | 1    | 3    | 0                  | -                  | -                     | -                     | -        | 23       | 1     |       |
| Total                                    | Total               | 20                  | 1    | 3    | 0                  | -                  | -                     | -                     | -        | 23       | 1     |       |
| Defensa y Justicia (Préstamo) Argentina  |                     |                     |      |      |                    |                    |                       |                       |          |          |       |       |
| 2016/17                                  | 1.ª                 | 6                   | 0    | 2    | 0                  | -                  | -                     | -                     | -        | 8        | 0     |       |
| 2017/18                                  | 1.ª                 | 12                  | 0    | 2    | 0                  | -                  | -                     | -                     | -        | 14       | 0     |       |
| Total                                    | Total               | 18                  | 0    | 4    | 0                  | -                  | -                     | -                     | -        | 22       | 0     |       |
| Dorados · México                         |                     |                     |      |      |                    |                    |                       |                       |          |          |       |       |
| 2018/19                                  | 2.ª                 | 14                  | 0    | 11   | 0                  | -                  | -                     | 6                     | 0        | 31       | 0     |       |
| Total                                    | Total               | 14                  | 0    | 11   | 0                  | -                  | -                     | 6                     | 0        | 31       | 0     |       |
| San Martín (SJ) Argentina                |                     |                     |      |      |                    |                    |                       |                       |          |          |       |       |
| 2019/20                                  | 2.ª                 | 18                  | 1    | 1    | 0                  | -                  | -                     | -                     | -        | 19       | 1     |       |
| Total                                    | Total               | 18                  | 0    | 1    | 0                  | -                  | -                     | -                     | -        | 19       | 1     |       |
| Almagro Argentina                        |                     |                     |      |      |                    |                    |                       |                       |          |          |       |       |
| 2020                                     | 2.ª                 | 7                   | 0    | 0    | 0                  | -                  | -                     | -                     | -        | 7        | 0     |       |
| 2021                                     | 2.ª                 | 8                   | 1    | 0    | 0                  | -                  | -                     | -                     | -        | 8        | 1     |       |
| Total                                    | Total               | 15                  | 1    | 0    | 0                  | -                  | -                     | -                     | -        | 15       | 1     |       |
| Total en su carrera                      | Total en su carrera | Total en su carrera | 196  | 7    | 13                 | 0                  | 2                     | 0                     | 6        | 0        | 227   | 7     |

- (*) Las copas nacionales se refiere a la Copa Argentina y la Copa MX.

- (**) Las copas internacionales se refiere a la Copa Sudamericana y la Copa Libertadores.

- (***) Otro se refiere a los Play-off de promoción del Ascenso MX.

Fuente: Transfermarkt, Soccerway

## Palmarés

### Campeonatos nacionales
| Título                           | Club     | Sede    | Año  |
| -------------------------------- | -------- | ------- | ---- |
| Campeonato de Primera B Nacional | Talleres | Córdoba | 2016 |